# Jerusalén (Cundinamarca)
Jerusalén est une municipalité située dans le département de Cundinamarca, en Colombie.